# 尾崎敏
尾崎 敏（おざき さとし、1929年7月4日 - 2017年7月22日）は、アメリカ合衆国の物理学者（高エネルギー物理学・素粒子分光学・ハドロン分光学）。勲等は瑞宝中綬章。学位はPh.D.（マサチューセッツ工科大学・1959年）。大学共同利用機関法人高エネルギー加速器研究機構名誉教授、ブルックヘブン国立研究所名誉専任教授。
マサチューセッツ工科大学研究助手、ブルックヘブン国立研究所教授、ブルックヘブン国立研究所専任教授、高エネルギー物理学研究所物理研究系教授、高エネルギー物理学研究所物理研究系研究主幹、高エネルギー物理学研究所トリスタン計画推進部衝突ビーム測定器研究系研究主幹、高エネルギー物理学研究所トリスタン計画推進部研究総主幹、高エネルギー物理学研究所加速器研究部研究総主幹、ブルックヘブン国立研究所NSLS計画加速器システム部部長、ブルックヘブン国立研究所所長上席顧問などを歴任した。

## 概要
日本に生まれ、アメリカ合衆国で活躍した物理学者である。陽子シンクロトロンによるレッジェ極理論の実証実験を手掛けた。その後、高エネルギー物理学研究所に招聘され、日本初の大型高エネルギー衝突型加速器の建設を指揮し、世界一のエネルギーを誇る「TRISTAN」を完成させた。その後、相対論的重イオン衝突型加速器の建設を指揮するため、再びアメリカ合衆国に戻り、「RHIC」を完成させた。

## 来歴

### 生い立ち
大阪大学の大学院に進学し、理学研究科にて物理学を学んだ。1955年、大阪大学の大学院にて修士課程を修了した。同年4月には、大阪大学の大学院にて博士課程に入学した。その後、フルブライト奨学生としてアメリカ合衆国に渡り、同年9月にマサチューセッツ工科大学にて大学院の博士課程に入学した。また、1956年7月より、マサチューセッツ工科大学の研究助手（Research Assistant）を務めた。1959年6月、マサチューセッツ工科大学の大学院博士課程を修了し、物理学でPh.D.の学位を取得した。なお、アメリカ合衆国での活動が中心となったことから、大阪大学の大学院博士課程については、1957年9月をもって休学している。

### 研究者として

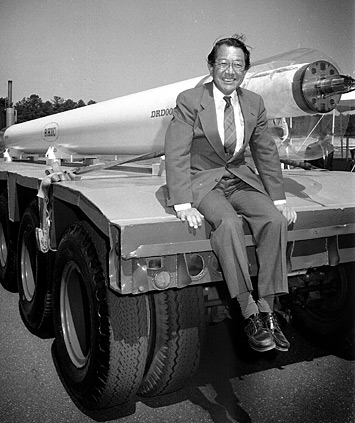
1991年、相対論的重イオン衝突型加速器「RHIC」に据え付けられる予定の磁石の前で

大学院修了とともに、アメリカ合衆国のエネルギー省の機関であるブルックヘブン国立研究所に採用され、助手（Research Associate）として勤務することになる。なお、1961年7月、職位がResearch AssociateからAssistant Physicistとなった。1963年7月には助教授（Associate Physicist）、1966年7月には教授（Physicist）に昇任した。1968年7月には、ブルックヘブン国立研究所のスペクトロメーターグループにて、研究主任（Leader）に就任した。1972年7月には、ブルックヘブン国立研究所の専任教授（Senior Physicist）に就任した。なお、同年には、ブルックヘブン国立研究所の終身在職権を得ている。
その後、日本の文部省の機関である高エネルギー物理学研究所から要請され、日本初の大型高エネルギー衝突型加速器「TRISTAN」の建設に携わることとなった。1981年1月より、高エネルギー物理学研究所の物理研究系にて、教授を務めることとなった。同時に、物理研究系の研究主幹にも就任した。翌年4月、高エネルギー物理学研究所のトリスタン計画推進部にて、衝突ビーム測定器研究系の研究主幹に就任した。1983年4月には、高エネルギー物理学研究所のトリスタン計画推進部にて研究総主幹に就任し、「TRISTAN」建設の指揮を執った。「TRISTAN」は1986年に完成し、世界一のエネルギーを誇る加速器となった。1987年5月からは、高エネルギー物理学研究所の加速器研究部にて、研究総主幹に就任した。
その後、アメリカ合衆国の相対論的重イオン衝突型加速器「RHIC」の建設を指揮するため、再びブルックヘブン国立研究所に戻ることになった。1989年、ブルックヘブン国立研究所の重イオン加速器計画の責任者（Director）として着任した。その翌年、日本でのこれまでの功績を讃えるため、高エネルギー物理学研究所から名誉教授の称号が贈られている。なお、高エネルギー物理学研究所は、のちに東京大学原子核研究所や東京大学中間子科学研究センターと統合され、新たに高エネルギー加速器研究機構が設立されたが、名誉教授としての称号は引き続き維持されている。
RHICは1999年に完成した。2005年、ブルックヘブン国立研究所にて、NSLS-II計画加速器システム部の部長（Director）に就任し、新たな加速器「NSLS-II」の建設を推進した。2007年からは、NSLS-II計画の上席プロジェクト顧問（Senior Project Advisor）となった。2010年からは、ブルックヘブン国立研究所にて、所長上席顧問（Senior Advisor）に就任した。2012年12月をもって、ブルックヘブン国立研究所を退職した。なお、翌年1月には、ブルックヘブン国立研究所より名誉専任教授（Senior Scientist Emeritus）の称号が贈られた。

## 研究

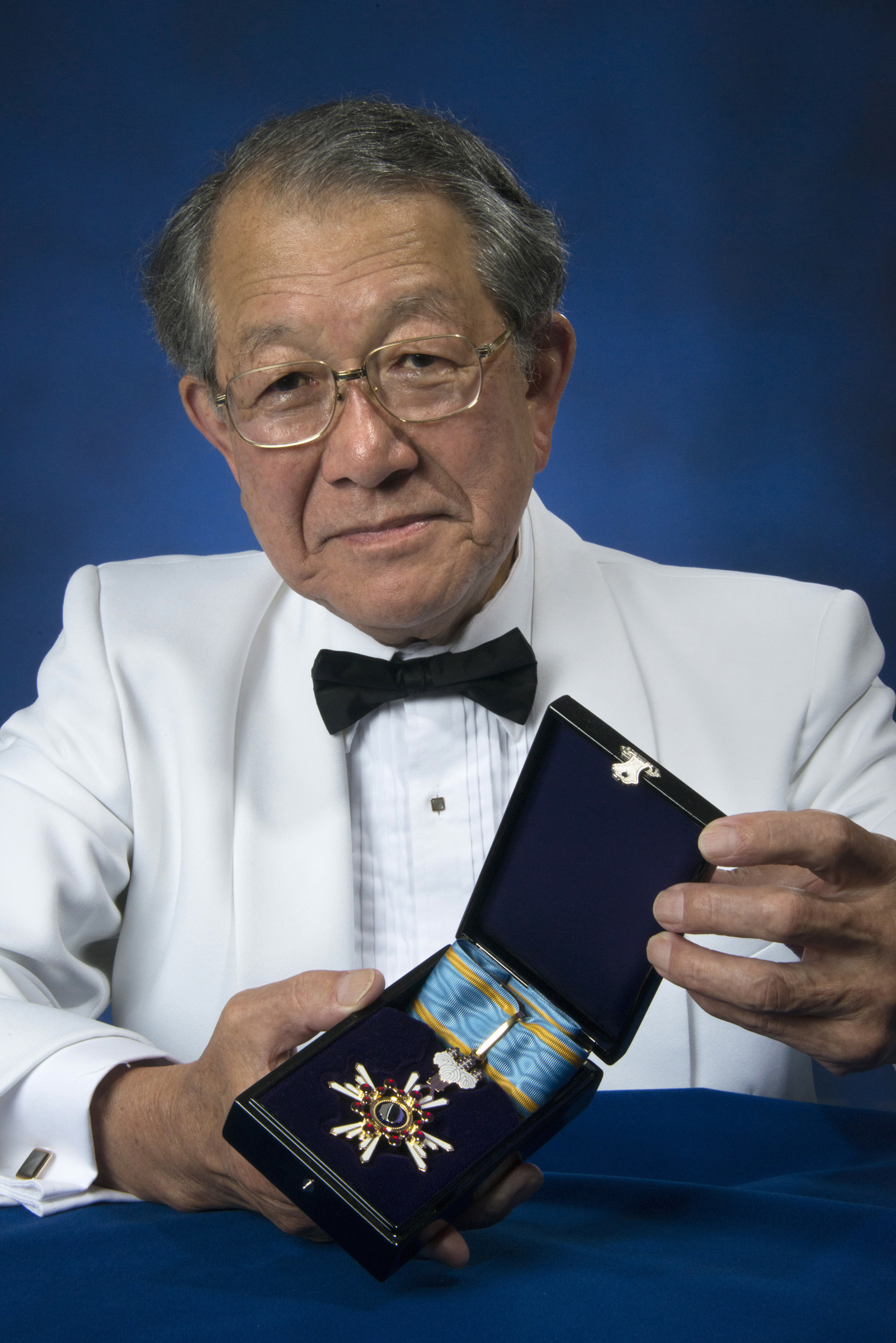
2013年、ファンシータキシード・スーツで礼装し、受章した瑞宝中綬章を手に

専門は物理学であり、高エネルギー物理学、素粒子分光学、ハドロン分光学といった分野の研究に携わってきた。ブルックヘブン国立研究所においては、陽子シンクロトロン「BNL-AGS」を用いて、レッジェ極理論の実証実験に取り組んだことが知られている。ブルックヘブン国立研究所のBNL-AGSは、当時としては世界一のエネルギーを扱うことができ、それを利用することで、強い相互作用におけるレッジェ極理論についての実証事件を行った。また、大型オンライン多重粒子スペクトロメータ「MPS」の建設にも携わっており、スペクトロメーターグループの研究主任として活動した。
高エネルギー物理学研究所では、トリスタン計画推進部の研究総主幹として、大型高エネルギー衝突型加速器「TRISTAN」の建設を指揮した。このTRISTANは、日本で初めての大型高エネルギー衝突型加速器であると同時に、世界一のエネルギーを扱うことのできる加速器であった。このTRISTANによって高エネルギー衝突を発生させ、それにより電磁相互作用の特徴を明らかにするとともに、新たな重い粒子の発見を目指していた。このプロジェクトには約500億円が投じられており、極めて大きなプロジェクトであったが、1986年に完成に漕ぎ着けた。なお、予算的にも期間的にも、プロジェクト計画の枠内に収まった。
その後は、ブルックヘブン国立研究所のRIHC計画の責任者として、相対論的重イオン衝突型加速器「RHIC」の建設を指揮した。このプロジェクトには、当時の換算で約660億円が投じられることとなったが、これも1999年に完成させている。このときも、スケジュール的な遅延を発生させることなく、建設を完了させている。また、あまりにも大規模なプロジェクトであるため、理化学研究所に対して協力を要請し、これを実現させることでRHICに偏極陽子を加速する機能が実装された。
学術団体としては、アメリカ物理学会などに所属している。アメリカ物理学会では、フェローとして参加している。さらに、アメリカ物理学会が開催する国際物理フォーラムでは議長を務めるなど、要職を歴任した。また、国際リニアコライダー運営委員会やアメリカリニアコライダー運営グループにも参画するなど、国際リニアコライダー計画に関する団体でも活動を行っている。
これらの業績は高く評価されており、2007年にはIEEEの原子核・プラズマ科学部会から粒子加速器科学技術賞が贈られた。2009年には、アメリカ物理学会からロバート・R・ウィルソン賞が贈られている。また、2012年には、「日米両国の科学技術交流における対日理解の増進と対日イメージのアップに寄与し、両国の友好親善の深化に大きく貢献」との理由により、在ニューヨーク日本総領事館総領事表彰を受けている。2013年4月のいわゆる「春の叙勲」においては、今上天皇の名の下に、「日米学術交流功労」により瑞宝中綬章が授与されることとなった。同年7月、在ニューヨーク日本総領事館の総領事代理である岩井文男から、瑞宝中綬章が伝達された。なお、尾崎が高エネルギー物理学研究所のトリスタン計画部で研究総主幹を務めていた当時、物理研究部にて同じく研究総主幹を務めていた菅原寛孝も、2013年春の叙勲において「教育研究功労」により同時に瑞宝中綬章を受章している。

## 略歴

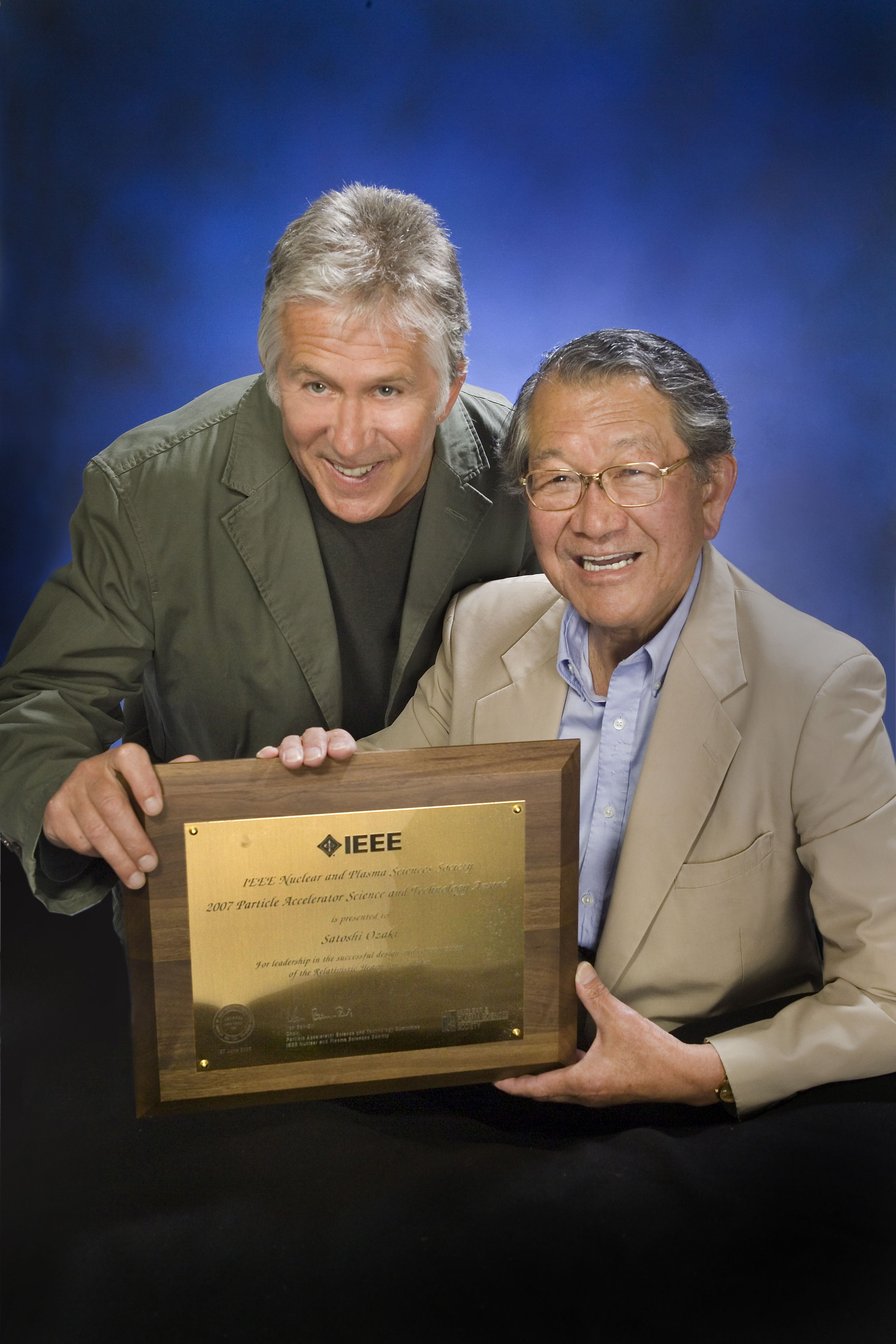
2007年、ミハエル・ハリソン（左）と粒子加速器科学技術賞の盾を手に

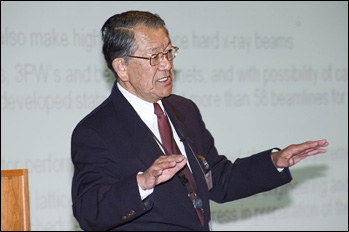
2007年、「NSLS-IIユーザ・ワークショップ」にて

- 1955年 - 大阪大学大学院理学研究科修士課程修了。
- 1955年 - 大阪大学大学院理学研究科博士課程入学。
- 1955年 - マサチューセッツ工科大学大学院博士課程入学。
- 1956年 - マサチューセッツ工科大学研究助手。
- 1957年 - 大阪大学大学院理学研究科博士課程休学。
- 1959年 - マサチューセッツ工科大学大学院博士課程修了。
- 1959年 - ブルックヘブン国立研究所助手。
- 1961年 - ブルックヘブン国立研究所助手。
- 1963年 - ブルックヘブン国立研究所助教授。
- 1966年 - ブルックヘブン国立研究所教授。
- 1968年 - ブルックヘブン国立研究所スペクトロメーターグループ研究主任。
- 1972年 - ブルックヘブン国立研究所専任教授。
- 1981年 - 高エネルギー物理学研究所物理研究系教授。
- 1981年 - 高エネルギー物理学研究所物理研究系研究主幹。
- 1982年 - 高エネルギー物理学研究所トリスタン計画推進部衝突ビーム測定器研究系研究主幹。
- 1983年 - 高エネルギー物理学研究所トリスタン計画推進部研究総主幹。
- 1987年 - 高エネルギー物理学研究所加速器研究部研究総主幹。
- 1989年 - ブルックヘブン国立研究所RIHC計画責任者。
- 2005年 - ブルックヘブン国立研究所NSLS計画加速器システム部部長。
- 2007年 - ブルックヘブン国立研究所NSLS-II計画上席プロジェクト顧問。
- 2010年 - ブルックヘブン国立研究所所長上席顧問。
- 2013年 - ブルックヘブン国立研究所名誉専任教授。

## 賞歴
- 2007年 - 粒子加速器科学技術賞。
- 2009年 - アメリカ物理学会 ロバート・R・ウィルソン賞。
- 2012年 - 在ニューヨーク日本総領事館総領事表彰。

## 栄典
- 2013年 - 瑞宝中綬章。

### 註釈
1. ↑  マサチューセッツ工科大学の「Research Assistant」には、さまざまな訳語が考えられるが、高エネルギー加速器研究機構の資料では「研究助手」と表記しているため、当記事ではそれに倣った。
2. ↑  ブルックヘブン国立研究所の「Research Associate」には、さまざまな訳語が考えられるが、高エネルギー加速器研究機構の資料では「助手」と表記しているため、当記事ではそれに倣った。
3. ↑  ブルックヘブン国立研究所の「Assistant Physicist」には、さまざまな訳語が考えられるが、高エネルギー加速器研究機構の資料では「Research Associate」と同じく「助手」と表記している。
4. ↑  ブルックヘブン国立研究所の「Associate Physicist」には、さまざまな訳語が考えられるが、高エネルギー加速器研究機構の資料では「助教授」と表記しているため、当記事ではそれに倣った。
5. ↑  ブルックヘブン国立研究所の「Physicist」には、さまざまな訳語が考えられるが、高エネルギー加速器研究機構の資料では「教授」と表記しているため、当記事ではそれに倣った。
6. ↑  ブルックヘブン国立研究所の「Leader」には、さまざまな訳語が考えられるが、高エネルギー加速器研究機構の資料では「研究主任」と表記しているため、当記事ではそれに倣った。
7. ↑  ブルックヘブン国立研究所の「Senior Physicist」には、さまざまな訳語が考えられるが、高エネルギー加速器研究機構の資料では「専任教授」と表記しているため、当記事ではそれに倣った。
8. ↑  ブルックヘブン国立研究所の「Senior Scientist Emeritus」には、さまざまな訳語が考えられるが、内閣府の資料では「名誉専任教授」と表記しているため、当記事ではそれに倣った。